# Alexander Vraciu
Alexander Vraciu, ameriški letalski as romunskega rodu, * 2. november 1918, † 29. januar 2015.

## Življenjepis
Alexander se je rodil v Romuniji in že kot otrok s starši emigriral v Združene države Amerike. Leta 1941 je diplomiral na ameriški DePauw University. Še isto leto je junija vstopil v vojno mornarico. Avgusta 1942 je bil dodeljen k mornariškemu letalstvu. Konec marca 1943 je bil dodeljen k lovski eskadrilji 6, kjer je služil pod Lieutenant Commanderjem Edwardom O'Harejem, ki je bil prvi ameriški mornariški letalski as druge svetovne vojne. V eskadrilji je Alexander postal spremljevalec O'Hare.
V boj je Vraciu prvič posegel oktobra 1943, ko je bila njegova eskadrilja nameščena na letalonosilki USS Independence (CVL-22). Svojo prvo zračno zmago je dosegel v bojih med napadom na otok Wake 10. oktobra 1943. Takrat je skupaj z O'Harejem napadel dva japonska lovca Mitsubishi A6M Zero. Med zasledovanjem enega od njih mu je japonec ušel v oblak, zaradi česar se je Vreciu usmeril proti drugemu Zeru, ki je ravnokar pristal na stezi. Med mitraljiranjem letala na tleh je opazil dvomotorni bombnik Mitsubishi G4M Betty in ga sestrelil. 
Eskadrilja je bila kasneje premeščena na letalonosilko USS Intrepid (CV-11). S te letalonosilke je Vreciu poletel v več akcij. 29. januarja 1944 je tako v enem dnevu sestrelil tri bombnike Betty, 17. februarja pa je v enem dnevu nad atolom Truk sestrelil štiri japonska lovska letala in postal z devetimi sestreljenimi sovražnimi letali vodilni mornariški letalski as in letalski as vojne mornarice z največ sestreljenimi letali.
Namesto, da bi po končani dolžnosti odšel na dopust v ZDA, je Vreciu zahteval premestitev v drugo enoto in bil dodeljen VF-16 na USS Lexington (CV-16). Do sredine junija 1944 je dosegel že 12 zračnih zmag in postal najuspešnejši letalski as med letalci z letalonosilk. 
Največji uspeh je Vraciu dosegel 19. junija 1944 med prvo bitko v filipinskem morju, ki je zaradi velike premoči ameriškega letalstva v zgodovini ostala znana pod imenom veliki marianski lov na purane (Great Marianas Turkey Shoot). Kljub okvarjenemu motorju je takrat Vraciu prestregel formacijo japonskih strmoglavcev in v osmih minutah sestrelil šest letal. Po pristanku na letalonosilki je ekipa, ki je opremljala letalo s strelivom ugotovila, da je Vraciu v boju porabil samo 360 nabojev.
Naslednji dan je na nalogi spremljanja ameriških bombnikov sestrelil svoje devetnajsto sovražno letalo.
Po vrnitvi v ZDA je postal promotor vojaških obveznic, med začasnim dopustom pa se je tudi poročil s svojo zaročenko Kathryn Horn. Kasneje se je vrnil na Pacifik in bil dodeljen v VF-20. V tej enoti je opravil samo dve nalogi, nato pa ga je decembra nad Filipini sestrelila japonska protiletalska obramba. Iz zadetega letala je varno izskočil, nato pa ga je našlo odporniško gibanje. Po šestih tednih se je vrnil v enoto in postal poveljnik skupine. Ob koncu vojne je bil četrti najuspešnejši mornariški letalski as. 
Po vojni je postal preizkusni pilot, med letoma 1956 in 1958 je bil poveljnik VF-51. Leta 1957 je zmagal na mornariškem tekmovanju v zračnem streljanju. Leta 1964 se je upokojil in postal bančnik.